# Биценко, Андрей Васильевич
Андрей Васильевич Биценко (17 (29) октября 1886—16 декабря 1973 — русский мастер фресковой живописи, работавший преимущественно в Югославии и в США.

## Биография
Биценко родился в Курске 17 октября 1886 года.
К сожалению, никакой информации о его детстве не существует. Он был дипломированным художником, окончившим Петербургскую академию. Также он окончил школу скульптуры и архитектуры в Москве. В 1914 году он был награждён первым призом конкурса живописи в Киеве. После российской социалистической революции, он бежал на остров Лемнос и несколько месяцев спустя в Сербию. Сначала он жил в Зренянине, где стал преподавателем живописи в Первой сербской гимназии. Четыре года спустя отправился в Белград. С 1924 по 1941 год он писал фрески на церковных стенах в церквях Белграда и Сербии.
Когда Сербия подпала под контроль коммунистического режима, Андрей Биценко бежал в США. Сначала он жил в Филадельфии, а затем переехал в Кливленд и позже в Нью-Йорк. Он продолжал писать фрески во многих православных христианских церквях в Соединённых Штатах. Андрей Биценко умер в 1985 году в Кливленде.

## Известные работы
Фрески составляют большинство работ Биценко. Наиболее важный период его художественной деятельности был с 1924 по 1941 года в Сербии. Особо следует отметить фрески в:
- Церковь Ружица в Белграде
- Церковь Рождества Пресвятой Богородицы в Новаци (Уб, Сербия)
- Вознесенская церковь в Белграде
- Церковь Святого Георгия в Смедереве
- Собор Святого Феодосия в Кливленде